# Драган Джаїч
Драган Джаїч (серб. Драган Џајић), * 30 травня 1946, Уб, СФРЮ) — югославський футболіст, лівий фланговий нападник, відомий виступами за белградську «Црвену Звезду» та національну збірну Югославії. По завершенні ігрової кар'єри — футбольний функціонер, багаторічний президент «Црвени Звезди».
Лауреат Ювілейної нагороди УЄФА як найвидатніший футболіст 50-річчя (1954—2003) в Сербії і Чорногорії. Рекордсмен збірної Югославії за кількістю проведених у її складі офіційних матчів (85).

## Кар'єра футболіста

### Клубна кар'єра
Вихованець футбольної школи клубу «Єдинство» зі свого рідного міста Уб.
Ще в юнацькі роки привернув увагу тренерів одного з лідерів югославського футболу белградської «Црвеної Звезди», у складі якої у 17-річному віці дебютував в іграх чемпіонату Югославії. Вже з наступного сезону 1963-64 почав регулярно залучатися до стартового складу столичного клубу та поступово збільшувати свій бомбардирський доробок. Протягом 13 сезонів, проведених у команді у період з 1962 по 1975 рік, відіграв 281 гру у вищому дивізіоні національної першості, відзначившись 108 забитими голами. За цей час п'ять разів вигравав з командою титул чемпіона країни, став чотириразовим володарем національного Кубка.
1975 року, вже в статусі одного з провідних югославських футболістів, переїхав до Франції, де протягом двох сезонів захищав кольори клубу «Бастія» з однойменного міста. У своєму другому сезоні у Франції допоміг команді досягти найбільшого в історії здобутку у внутрішній першості — третього місця у чемпіонаті Франції. Став при цьому найкращим бомбардиром клубу (21 м'яч в 35 іграх сезону).
У 1977 році повернувся до «Црвени Звезди», в якій провів останній сезон своєї ігрової кар'єри, рішення про завершення якої прийняв вже у 32-річному віці.

### Виступи за збірну
Отримав свій перший виклик до національної збірної Югославії у 18-річному віці і 17 червня 1964 року дебютував у її складі у грі проти команди Румунії. У жовтні того ж року взяв участь у Літніх Олімпійських іграх в Токіо, на яких відіграв 5 матчів.
1968 року допоміг збірній повторити її найбільше історичне досягнення — стати віце-чемпіонами Європи. У фінальній частині континентального чемпіонату 1968, участь у якій брали 4 команди, відіграв в усіх трьох матчах югославів (півфінал, фінал та повторний фінальний матч). При цьому в рамках турніру югославська збірна забила у ворота суперників лише 2 м'ячи, і обидва записав на свій рахунок саме Джаїч.
Згодом брав участь у фінальних турнірах чемпіонату світу 1974 року та чемпіонату Європи 1976 року.
Усього захищав кольори національної команди протягом 16 років — останню гру у її складі провів 16 вересня 1979 року, вже завершивши виступи на клубному рівні. За цей час відіграв у 85 офіційних матчах, що є найбільшим показником серед усіх гравців югославської збірної, відзначився 23 забитими голами.

## Подальше життя
По завершенні ігрової кар'єри залишився у рідному для себе клубі, «Црвеній Звезді», як технічний директор. 1998 року обійняв посаду президента белградського клубу, яку утримував до 2004 року, в якому подав у відставку через проблеми зі здоров'ям. У 2000-х був віце-президентом Футбольної Асоціації Сербії і Чорногорії, куратором збірних команд країни.
2008 року опинився у центрі скандалу, пов'язаного з розкраданням коштів від продажу колишнього футболіста «Црвени Звезди» Горана Друлича до іспанського «Реала» (Сарагоса) у 2001. Трьох колишніх керівників белградського клубу, у тому числі й Джаїча, було звинувачено у підробці документів та частковому привласненні коштів, отриманих від цього трансферу. У липні того ж року Джаїча було звільнено з-під арешту без пред'явлення звинувачення.

## Досягнення та нагороди
- Срібний призер чемпіонату Європи: 1968
- Найкращий бомбардир чемпіонату Європи: 1968 (2 голи)
- Чемпіон Югославії (5): 1963-64, 1967-68, 1968-69, 1969-70, 1972-73
- Володар Кубка Югославії (4): 1963-64, 1967-68, 1969-70, 1970-71
- Найвидатніший футболіст 50-річчя (1954—2003) в Сербії і Чорногорії
- Рекордсмен збірної Югославії за кількістю офіційних матчів (85)